# آهاوس
آهاوس (بالألمانية: Ahaus) هي بلدة ألمانية تقع في ألمانيا في بوركن.  يقدر عدد سكانها بـ 38,509 نسمة .

## المدن التوأمة
مدينة هاكسبيرخن هي مدينة توأمة لـآهاوس.

## أعلام
- ستيفان تيسكر
- فابيان هيربيرس
- كريستوف برنهارد فون غالين
- روي بيتر لينك
- أورزولا رادفانسكا